# Tetrastichus brachyopae
Tetrastichus brachyopae är en stekelart som beskrevs av Graham 1991. Tetrastichus brachyopae ingår i släktet Tetrastichus och familjen finglanssteklar.
Artens utbredningsområde är:
- Tjeckien.
- Tyskland.
- Sverige.

Arten är reproducerande i Sverige. Inga underarter finns listade i Catalogue of Life.